# Autoserica rhodesiana
Autoserica rhodesiana är en skalbaggsart som beskrevs av Louis Albert Péringuey 1904. Autoserica rhodesiana ingår i släktet Autoserica och familjen Melolonthidae. Inga underarter finns listade.